# Eurycea arenicola
Eurycea arenicola es una especie de anfibio caudado de la familia de los pletodóntidos y oriunda de Carolina del Norte (Estados Unidos).

## Descripción
Se clasificó previamente como una población inusual de Eurycea cirrigera, pero los investigadores del Museo de Ciencias Naturales de Carolina del Norte determinaron que se trataba de una especie genéticamente diferente (tanto en el genoma mitocondrial como nuclear) de otras especies de salamandras pertenecientes al complejo Eurycea bislineata.

## Distribución geográfica
Eurycea arenicola es conocida solo en la región fisiográfica de Sandhills de Carolina del Norte. Se tiene registro de su presencia en los condados de Harnett, Hoke, Montgomery, Moore, Richmond, Robeson y Scotland mientras que es probable en el condado de Cumberland.